# Haplochrois albanica
Haplochrois albanica is een vlinder uit de familie grasmineermotten (Elachistidae). De wetenschappelijke naam is voor het eerst geldig gepubliceerd in 1932 door Rebel & Zerny.
De soort komt voor in Europa.